# Marcello Tusco
Marcello Tusco, pseudonimo di Marcello Pezzodipane (Fano, 14 marzo 1930 – Milano, 21 marzo 2001), è stato un attore e doppiatore italiano, attivo anche in teatro.

## Biografia
Iniziò la sua carriera cinematografica nel 1951, a ventuno anni, col nome Carlo Tusco, anche se fin da subito decise di dedicarsi intensamente al teatro, che è stata la sua principale attività. Più proficuo il suo percorso in tv, dove fece il suo esordio nel 1961; lavorò in una grande quantità di sceneggiati, originali televisivi e lavori di prosa. Ottenne una prima discreta notorietà nel 1965 col ruolo di Cam nel David Copperfield, diretto da Anton Giulio Majano, che lo dirigerà tre anni più tardi nella parte più corposa di Harry, un amico di Dick Shelton, nel popolare sceneggiato La freccia nera. Anche negli anni settanta continuò ad apparire in sceneggiati di successo, diretto tra gli altri da Edmo Fenoglio e Vittorio Cottafavi. Acquisì popolarità dal 1987, quando interpretò il ruolo del capomafia Puparo nella serie televisiva La piovra (a partire da La piovra 3), ma soprattutto negli anni Novanta, impersonando l'uomo con i baffi nello spot televisivo della Birra Moretti.
Nel doppiaggio, al quale si era approcciato dagli anni Sessanta, prestò la sua voce baritonale a grandi divi dello schermo come Charles Bronson, Henry Fonda, Glenn Ford, Paul Newman, Morgan Freeman e Sydney Pollack. A lungo socio della CVD - Cine video doppiatori, ha prestato la sua voce anche a due personaggi per il film d'animazione Disney: fu infatti il Sagrestano in Robin Hood e Bernie in Le avventure di Bianca e Bernie. 
Morì a Milano il 21 marzo 2001, a 71 anni.

## Vita privata
Era padre di Gianluca Tusco, anch'egli doppiatore.

## Filmografia

### Cinema
- Senza bandiera, regia di Lionello De Felice (1951)
- La colpa di una madre, regia di Carlo Duse (1952)
- Il fattaccio, regia di Riccardo Moschino (1952)
- Martin Toccaferro, regia di Leonardo De Mitri (1953)
- Canzone appassionata, regia di Giorgio Simonelli (1953)
- La banda Casaroli, regia di Florestano Vancini (1962)
- Django spara per primo, regia di Alberto De Martino (1966)
- La badessa di Castro, regia di Armando Crispino (1974)
- Di che segno sei?, regia di Sergio Corbucci (1975)
- Telefoni bianchi, regia di Dino Risi (1976)
- Zeder, regia di Pupi Avati (1983)
- Vendetta, regia di Mikael Håfström (1995)

### Televisione
- La trincea, regia di Vittorio Cottafavi – miniserie TV (1961)
- Una tragedia americana, regia di Anton Giulio Majano – miniserie TV (1962)
- Ritorna il tenente Sheridan, regia di Mario Landi – miniserie TV (1963)
- La cittadella, regia di Anton Giulio Majano – miniserie TV (1964)
- Le inchieste del commissario Maigret – serie TV, episodio: Un'ombra su Maigret (1964)
- La donna di fiori, regia di Anton Giulio Majano – miniserie TV (1965)
- David Copperfield, regia di Anton Giulio Majano – miniserie TV (1965)
- Arriva Brunello, regia di Alvise Sapori – film TV (1968)
- La freccia nera, regia di Anton Giulio Majano – miniserie TV (1968)
- I Buddenbrook, regia di Edmo Fenoglio – miniserie TV (1971)
- Napoleone a Sant'Elena, regia di Vittorio Cottafavi – miniserie TV (1973)
- Castigo, regia di Anton Giulio Majano – miniserie TV (1977)
- L'eredità della priora, regia di Anton Giulio Majano – miniserie TV (1980)
- Quell'antico amore, regia di Anton Giulio Majano – miniserie TV (1981)
- La piovra 3, regia di Luigi Perelli – miniserie TV (1987)
- La piovra 4, regia di Luigi Perelli – miniserie TV (1989)
- La piovra 5 - Il cuore del problema, regia di Luigi Perelli – miniserie TV (1990)
- Il cielo non cade mai, regia di Giovanni Ricci – miniserie TV (1992)
- Vite a termine, regia di Giovanni Soldati – film TV (1995)
- Leo e Beo, regia di Rossella Izzo – miniserie TV (1998)
- Una sola debole voce, regia di Alberto Sironi – miniserie TV (1999-2001)

## Doppiaggio

### Cinema
- G. W. Bailey in Scuola di polizia 4 - Cittadini in... guardia, Scuola di polizia 5 - Destinazione Miami e Scuola di polizia 6 - La città è assediata
- Brad Garrett in Casper
- Scatman Crothers in Shining, Ai confini della realtà
- Robert Webber in La vendetta della Pantera Rosa, 10
- George Kennedy in Airport '80, Delta Force
- Sydney Pollack in Eyes Wide Shut
- Henry Fonda in Sul lago dorato
- Paul Newman in Quintet
- Glenn Ford in La battaglia di Midway
- Morgan Freeman in Attica
- Mickey Rooney in Animals
- Herbert Lom in 2 sotto il divano
- Charles Bronson in Il giustiziere della notte 3
- James Mason in Assisi Underground, Le notti di Salem
- Sebastian Shaw in Il ritorno dello Jedi
- Martin Landau in Crimini e misfatti
- Paul Sorvino in Cruising
- George Dzundza in Basic Instinct
- Jack Warden in La dea dell'amore
- Ed Lauter in Complotto di famiglia
- Thorley Walters in L'uomo che uccise se stesso
- Patrick Wymark in Dove osano le aquile
- John C. Reilly in Buon compleanno Mr. Grape
- Charles Durning in Indagine ad alto rischio
- Max von Sydow in Conan il barbaro
- Kevin Tighe in Jade
- Ossie Davis in Il sentiero segreto
- Dennis Farina in Manhunter - Frammenti di un omicidio
- Peter Burton in Arancia meccanica
- Frank Finlay in Space Vampires
- Patrick McGoohan in Scanners
- John Lithgow in Obsession - Complesso di colpa
- Tony Vogel in Il bambino di Mâcon
- Robert Dunham in Dogora - Il mostro della grande palude
- John Amos in 58 minuti per morire - Die Harder
- John Rhys-Davies in Allan Quatermain e le miniere di re Salomone
- José Ferrer in Essere o non essere
- Robert Culp in Colpo doppio
- Alex Karras in Due vite in gioco
- Joe Don Baker in Chi ucciderà Charley Varrick?
- Al Waxman in Omicidio incrociato
- Serge Merlin in Danton
- Francisco Santos in Donna Flor e i suoi due mariti
- Milton Gonçalves in Kickboxer 3 - Mani di pietra
- Fernando Sancho in Il ritorno di Ringo
- Armando Calvo in Una bara per lo sceriffo
- Tatsuya Nakadai in Tora! Tora! Tora!
- Shunichi Nakamura in Kagemusha - L'ombra del guerriero
- Ettore Manni in La città delle donne
- Gino Millozza in Intervista
- J. D. Cannon in Il giustiziere della notte n. 2

### Televisione
- Bernard Fresson in Jo Gaillard
- Robert Young in Marcus Welby
- Brian Keith in Hardcastle & McCormick
- Robert Culp in Ralph supermaxieroe
- Bill Bixby in L'incredibile Hulk
- Paulo Autran in Adamo contro Eva

### Animazione
- Bernie ne Le avventure di Bianca e Bernie
- Sagrestano in Robin Hood
- Ciccia in Casper - Un fantasmagorico inizio, Casper e Wendy - Una magica amicizia
- Niccolò Polo ne Le avventure di Marco Polo

## Prosa radiofonica RAI
- Il ritorno, regia di Ottavio Spadaro, trasmessa il 1º luglio 1963.
- Antonello capobrigante calabrese, di Vincenzo Padula, regia di Ottavio Spadaro, 1965.

## Prosa televisiva RAI
- L'assassino è di scena, regia di Mino Roli, trasmessa il 24 novembre 1958.
- Un ragazzo di campagna, regia di Peppino De Filippo, trasmessa il 16 agosto 1959.
- La conversione del capitano Brassbound, regia di Mario Ferrero, trasmessa il 3 settembre 1962.
- Guai a chi mente, di Franz Grillparzer, regia di Anton Giulio Majano, trasmessa il 2 settembre 1963.
- La maschera e la grazia, regia di Anton Giulio Majano, trasmessa il 9 settembre 1963.
- Atalia, di Jean Racine, regia di Mario Ferrero, trasmessa il 13 maggio 1964.
- Il sottotenente tenente, trasmessa il 31 maggio 1967.